# چهره‌های خندان خود را پنهان کنید
چهره‌های خندان خود را پنهان کنید (انگلیسی: Hide Your Smiling Faces) یک فیلم در ژانر درام است که در سال ۲۰۱۳ منتشر شد.